# 61-й стрелковый корпус (2-го формирования)
61-й стрелковый корпус — общевойсковое тактическое соединение (стрелковый корпус) Вооружённых Сил СССР.

## Боевой путь
Корпус сформирован весной 1943 года, в составе Действующей армии с 12 июля 1943 года.
Состав корпуса на 12.07.1943 года
- 51-я стрелковая дивизия (2-го формирования), (Хвостов, Алексей Яковлевич, (24.07.1943 — 09.05.1945), полковник, с 03.06.1944 генерал-майор)
- 62-я стрелковая дивизия (3-го формирования), (Левин, Семён Самуилович, (08.09.1944 — 09.05.1945), полковник)
- 119-я стрелковая дивизия (3-го формирования)[2][3]

Боевые действия корпус начал в составе 21-й Армии Западного фронта участием в Смоленской стратегической операции (операция «Суворов»). После активных действий в наступательных боях в течение августа — октября 1943 года, управление 61-го корпуса было выведено в резерв. С апреля по май 1944 года корпус вёл наступление на оршанском и могилёвском направлениях, в ходе которого 22 мая 1944 года командир корпуса генерал-майор А. М. Ильин подорвался на мине и 28 мая умер от ран.
С 29 мая по 25 июня 1944 года должность командира корпуса временно исполнял начальник штаба полковник М. П. Варюшин, а 26 июня командиром назначен генерал-майор И. Ф. Григорьевский. Корпус дислоцировался севернее Владимира-Волынского и входил в состав 69-й армии 1-го Белорусского фронта.
Состав корпуса в мае 1944 года
- 134-я стрелковая дивизия (2-го формирования), (Марцинкевич Владимир Николаевич, генерал-майор)
- 247-я стрелковая дивизия (2-го формирования), (Мухин Григорий Денисович, генерал-майор)
- 274-я стрелковая дивизия (2-го формирования)[4][5][6], (Шульга, Василий Павлович, генерал-майор)

Части корпусного подчинения:
- 705-й отдельный Бранденбургский ордена Красной Звезды[7] батальон связи
- 402-я полевая авторемонтная база
- 3830-я военно-почтовая станция

61-й стрелковый корпус под командованием генерал-майора Григорьевского в ходе Брестско-Люблинской операции наступал на левом фланге 1-го Белорусского фронта, обеспечивая связь с 3-й гвардейской армией (1-й Украинский фронт). 20 июля Григорьевский с четырьмя полками форсировал реку Западный Буг в районе Кладнев — Ясеница — Загурник и продолжил наступление на Люблинском направлении. 29 июля штурмовые батальоны 91-го и 61-го стрелковых корпусов форсировали реку Висла в районе города Пулавы, где овладели плацдармом на западном берегу (Пулавский плацдарм). К 1 августа 134-я стрелковая дивизия овладела населённым пунктом Бжесце, a 274-я — пунктами Гнязкув и Петровень, отражая контратаки противника. Отбив контратаки противника, 61-й стрелковый корпус начал расширение плацдарма, отодвинув линию фронта к населённым пунктам Насилув и Яновец.
С Пулавского плацдарма в январе 1945 года началось дальнейшее наступление 61-го стрелкового корпуса.
14 января 1945 года штурмовые батальоны 61-го стрелкового корпуса перешли в наступление, и к концу дня оборона противника была прорвана. В прорыв был введён 11-й танковый корпус под командованием генерал-майора Ющука И. И. При поддержке танков 134-я и 274-я стрелковые дивизии 61-го стрелкового корпуса 16 января 1945 года вошли в город Радом, и к концу этого же дня город был освобождён. Продолжая наступление, корпус форсировал реки Пилица и Варта, освободил города Томашув и Яроцин. К концу января вышел к реке Одер севернее города Франкфурт-на-Одере.
Приказом ВГК № 09 от 19.02.1945 г. 61-му стрелковому корпусу, отличившемуся в боях при прорыве обороны противника 29 ноября 1944 года, было присвоено наименование «Радомский».
В апреле 1945 года 61-й стрелковый корпус в составе 69-й армии принимал участие в Берлинской операции. Обеспечивая действия ударной группировки фронта с юга (обходя Зееловские высоты), не допустил отход к Берлину 9-й армии противника. 16 апреля, перейдя в наступление с плацдарма севернее г. Франкфурт, корпус прорвал оборону противника и в ходе наступления достиг реки Шпрее в районе города Фюрстенвальде, куда отошла крупная группировка противника. В течение недели корпус вёл боевые действия с оказавшейся в окружении группировкой, командование которой отказалось капитулировать (Хальбский котёл). К 25-му апреля группировка была оттеснена к г. Луккенвальде, где и была уничтожена.
26 апреля 61-й стрелковый корпус занял город Тройенбрицен, после чего вышел на реку Эльба в районе города Магдебург, где 1 мая встретился с американскими войсками.
Согласно директиве Ставки Верховного Главнокомандования № 11095 от 25 мая 1945 года, приказа войскам 1-го Белорусского фронта № 0022 от 31 мая 1945 года управление корпуса, корпусные части, 41-я, 134-я и 312-я стрелковые дивизии, дивизионные части и тыловые учреждения расформированы, личный состав с вооружением и имуществом передан на доукомплектование 5-й ударной армии.

## Армейское подчинение
(помесячно):
- 21-я Армия (2-го формирования) 01.08.1043 — 01.10.1943
- 33-я Армия 01.11.1943 — 01.12.1943
- 49-я Армия 01.01.1944 — 01.03.1944
- 69-я Армия 01.04.1944 — 01.05.1945

## Командование
Командиры корпуса

Командир 61-го корпуса генерал-майор Григорьевский И. Ф. и начальник политотдела корпуса гв. полковник Власенко И. А., 1944

- генерал-майор Ильин, Александр Михайлович (с 10.07.1943 по 28.05.1944; погиб);
- врид полковник Варюшин, Михаил Петрович (с 29.05.1944 по 25.06.1944);
- генерал-майор Григорьевский, Иван Фёдорович (с 26.06.1944 по июль 1945).

Начальники штаба корпуса
- полковник Варюшин, Михаил Петрович (с июля 1943 по июнь 1944)
- полковник Банный, Михаил Георгиевич (с июня 1944 по июль 1945)

Начальник политотдела
- гв. полковник Власенко, Илья Архипович (с июня 1944 по июнь 1945).